# Hans Günther Adler
Hans Günther Adler (2. července 1910 Praha — 21. srpna 1988 Londýn) byl německy píšící beletrista a vědec. Stal se známým především díky svým historickým, sociologickým, psychologickým či filozofickým studiím o životě v terezínském ghettu. Je autorem trilogie „Terezín 1941–1945. Tvář nuceného společenství“, spisu o životě v ghettu Terezín.

## Biografie
Dětství prožil převážně v Praze, kde studoval muzikologii. Po ukončení univerzitních studií pracoval v pražské Uranii. Koncem 30. let žil krátkodobě v Itálii a uvažoval o emigraci do Jižní Ameriky. Do Terezína byl deportován se svojí první ženou ženou Gertrudou Klepetářovou, s níž se seznámil poté, co se vrátil z Itálie, a jejími rodiči v únoru 1942 (Adlerův otec byl deportován se svou druhou ženou do Lodže, duševně nemocná Adlerova matka přišla to Terezína s transportem psychicky postižených). V Terezíně cílevědomě sbíral materiál pro případné vědecké dílo, zároveň nepřestával být umělcem (psal básně). Adler byl v roce 1944 deportován do vyhlazovacího tábora Auschwitz-Birkenau. Zde zahynula jeho žena, on byl však transportován dál do pobočných táborů Buchenwaldu (Niederorschel a Langenstein-Zwieberge), kde byl v dubnu 1945 osvobozen. Nikdo jiný z rodiny Adlerů nepřežil válku.
Po osvobození se vrátil do Prahy. Změnil si jméno z Hans Günther Adler na H.G. Adler. Hans Günther byl totiž za války vysoce postavený důstojník SS, vedoucí pražské Ústředny pro židovské vystěhovalectví (zástupce Adolfa Eichmanna v Protektorátu Čechy a Morava). Adler nějakou dobu spolupracoval s Přemyslem Pitterem na jeho akci Zámky a působil jako vychovatel opuštěných dětí, které přežily holokaust. Angažoval se také při obnově pražského Židovského muzea.
Adler však záhy pochopil, že v poválečném Československu není pro německy píšícího (ačkoliv česky hovořil plynně a znalost češtiny předvedl E. Canettimu, kterého provázel po Praze v roce 1937) autora mnoho místa. V únoru 1947 odjel na studijní pobyt do Londýna, kde se zasnoubil a poté oženil se svou druhou ženou Bettinou Grossovou. Zde žil až do své smrti jako spisovatel a vědec na volné noze. Za své práce získal několik ocenění (např. švýcarskou cenou Charlese Veillona za román Panorama) a v roce 1973 byl jmenován předsedou PEN klubu německy píšících autorů v cizině.
Mezi Adlerovy blízké přátele patřili Elias Canetti a Franz Baermann Steiner.

## Výběr z díla
- Terezín 1941–1945. Tvář nuceného společenství, Barrister & Principal, Brno, 2006, ISBN 80-7364-024-4
- Der Wahrheit verpflichtet. Interviews, Gedichte, Essays. Hrsg. von Jeremy Adler, Gerlingen 1998, ISBN 3-88350-660-5 - "Utajená pravda" - dodnes do češtiny nepřeloženo
- Panoráma. Román v deseti obrazech, Barrister & Principal, Brno, 2003, ISBN 80-86598-42-X
- Neviditelná stěna. Barrister & Principal, Brno, 2007, ISBN 978-80-7364-046-0